# Distrito de Aikō
Distrito de Aikō (愛甲郡, Aikō-gun) é um distrito localizado em Kanagawa, Japão, o qual é dividido em dois municípios: Aikawa e Kiyokawa.